# Väsbyskogens naturreservat
Väsbyskogens naturreservat är ett naturreservat i Eskilstuna kommun i Södermanlands län.
Området är naturskyddat sedan 2021 och är 24 hektar stort. Reservatet ligger söder om Kvicksund.
Området är en lövskog. Norra delen av området är kuperat med inslag av äldre tallar, södra delen är plattare och här finns hassel, buskiga områden samt sumpskog. I området finns spår av lerbrytning och man kan här studera hur skogen har formats av mänsklig påverkan.
Inrättandet av naturreservatet görs för att bevara biologisk mångfald. Just de lövrika miljöerna anses värda att bevara och i skötselplanen sägs att andelen lövträd ska bevaras och den del som har blandskog ska hållas öppen. Området behövs också för att vara en tillgänglig miljö för friluftsliv i anslutning till bebyggelse. Det används som strövområde och här finns många stigar. Här finns fyra fornlämningar som troligen är från järnåldern, det är två gravar, ett gravfält samt en gravhägnad.
. 